# Nikolsk (Krasnoiarsk)
|  | No s'ha de confondre amb Nikolsk. |

Nikolsk (en rus: Никольск) és un poble del krai de Krasnoiarsk, a Rússia, segons el cens del 2010 tenia 322 habitants. Pertany al districte municipal d'Àban.